# Торонто сан
Торонто сан (енгл. Toronto Sun) је дневни лист на енглеском језику са седиштем у Торонту у Онтарију. Лист је познат по популистичкој и конзервативној уређивачкој политици.
Први број листа објављен је 1. новембра 1971, након гашења Торонто телеграма. Већина новинара и уредника Торонто телеграма прешла је у нови лист, тако да се Торонто сан сматра наследником телеграма.
Лист је у власништву компаније Sun Media, филијале компаније Quebecor.